# Wah! Banana
Wah! Banana là một kênh YouTube có trụ sở tại Singapore nổi tiếng với các tiểu phẩm hài. Tính đến tháng 2 năm 2020, Wah! Banana có hơn 1.300.000 người đăng ký trên YouTube với trung bình hàng tuần hơn 2.000.000 lượt xem. Kênh cũng đã tích lũy được hơn 143.000 người theo dõi trên Instagram và 203.000 người theo dõi trên Facebook. Wah! Banana được thành lập vào năm 2012 với tư cách là một kênh thương hiệu trực thuộc Garena. Vào năm 2016, nó trở thành kênh YouTube nhãn hiệu cho 01 Studio Private Limited. Wah! Banana đã hợp tác với các YouTuber như Wong Fu Productions, Chubby Ninja, Night Owl Cinearies, Dee Kosh và Thomas Kopankiewicz.

## Lịch sử

### Những năn đầu
Nhóm quản lý sáng lập của Wah! Banana bao gồm Janice Wong, Aaron Khoo, Elliot Lucas Marcell Tan, Xiong Lingyi và Jason Hau. Đến tháng 8 năm 2013, kênh YouTube của nhóm có 100.000 người đăng ký theo dõi. Vào tháng 1 năm 2014, dàn diễn viên ban đầu gồm Aaron, Elliot và Janice rời Garena để bắt đầu thành lập kênh YouTube - TreePotatoes.

### 2016: Chủ sở hữu mới
Xiong Lingyi đã mua lại Wah! Banana khi cô thành lập công ty truyền thông của riêng mình - 01 Studio Private Limited vào tháng 3 năm 2016. Kể từ đó, Lingyi và Jason đã trở thành giám đốc sản xuất nội dung của Wah! Banana với tư cách là lần lượt là producer và giám đốc sáng tạo. Dàn diễn viên của Wah! Banana cũng đã mở rộng bao gồm các nhân vật như Eden Ang, Kishan và Audrey.

### Mô hình kinh doanh
Ban đầu Wah! Banana đã kiếm được lợi nhuận bằng cách sử dụng Google AdSense, nơi các video YouTube của họ được kiếm tiền thông qua quảng cáo. Tuy nhiên, chỉ riêng quảng cáo trên YouTube đã không tạo ra đủ doanh thu để duy trì công ty. Trong một cuộc phỏng vấn năm 2017 với Forbes, Lingyi chia sẻ rằng họ cũng đã quảng cáo trên Facebook, trong số các nền tảng truyền thông xã hội khác, để thu hút sự chú ý cho thương hiệu Wah! Banana. Với lượng người theo dõi trực tuyến lâu đời, Wah! Banana đảm bảo khách hàng trả tiền thông qua các video có thương hiệu và quảng cáo gốc.
Khách hàng đầu tiên của Wah! Banana là IKEA vào năm 2013. Trong những năm qua, Wah! Banana đã làm việc với nhiều thương hiệu du lịch, phong cách sống, làm đẹp và thời trang nổi tiếng như Airbnb, Disney, UNIQLO, UOB và Resorts World Singapore. Gần đây hơn, Wah! Banana đã hợp tác với Ban nâng cao sức khỏe (HPB) vào năm 2019 để quảng bá chiến dịch National Steps Challenge.

## Nội dung
Dưới thời Garena, Wah! Banana chủ yếu là một kênh YouTube về trò chơi sản xuất các bộ phim hài liên quan đến trò chơi. Nội dung của họ đã phát triển qua nhiều năm để bao gồm các tiểu phẩm hài lấy cảm hứng từ các chủ đề thịnh hành và văn hóa đại chúng. Điều này đảm bảo rằng nội dung của họ vẫn phù hợp với đa số người dân Singapore. Vào năm 2018, khoảng 40% người xem của kênh đến từ Singapore. Kênh cũng có lượng người xem quốc tế từ các quốc gia như Mỹ, Anh, Úc, Hồng Kông và Philippines.

### Wah! Banana Too
Vào tháng 1 năm 2017, Wah! Banana đã ra mắt kênh YouTube chị em của mình - "Wah! Banana Too". Wah! Banana Too khác với kênh chính ở chỗ nó đăng tải các video về phong cách sống, du lịch và giải trí so với chỉ các tiểu phẩm hài. Kênh cũng thỉnh thoảng tải lên các cảnh hậu trường và các video thân mật hơn có sự góp mặt các diễn viên. Tính đến tháng 2 năm 2020, kênh có 115.000 người đăng ký với trung bình 300.000 lượt xem hàng tuần.

## Giải thưởng
| Năm  | Tổ chức trao giải                                        | Sự kiện                                   | Danh hiệu giải thưởng                               | Refs.         |
| ---- | -------------------------------------------------------- | ----------------------------------------- | --------------------------------------------------- | ------------- |
| 2018 | YouTube                                                  | -                                         | Nút play vàng của YouTube                           | [ 12 ]        |
| 2017 | Gushcloud                                                | Influence Asia 2017                       | Kênh YouTube hàng đầu                               | [ 20 ]        |
| 2017 | Singapore Federation of Chinese Clan Association (SFCCA) | Cuộc thi làm phim "My Singapore Future"   | Giải thưởng video trực tuyến tốt nhất của Singapore | [ 21 ] [ 22 ] |
| 2015 | Giải thưởng Truyền thông Singapore (SMA)                 | Giải thưởng truyền thông xã hội Singapore | Video hài của năm                                   | [ 23 ]        |